# Mélanie Henique
Mélanie Henique, född 22 december 1992, är en fransk simmare.

## Karriär
Henique tävlade för Frankrike vid olympiska sommarspelen 2016 i Rio de Janeiro, där hon blev utslagen i försöksheatet på 50 meter frisim.
Vid OS i Tokyo 2021 tog sig Henique till semifinal på 50 meter frisim, där hon slutade på 11:e plats. I juni 2021 vid VM i Budapest tog Henique silver på 50 meter fjärilsim.
I december 2022 vid kortbane-VM i Melbourne var Henique en del av Frankrikes kapplag som tog guld och noterade ett nytt världsrekord på 4×50 meter mixed frisim.